# 尼泊尔登山协会
尼泊尔登山协会 (NMA)是尼泊尔的国家登山组织。NMA成立于1973年，目的是促进喜马拉雅登山活动，提高安全意识和尼泊尔登山者的登山技能，在国内和国际社区创造了喜马拉雅山的美意识。NMA是国际登山组织一个积极的成员，也属于登山俱乐部的一部分。